# Каїровка
Каї́ровка (рос. Каировка) — село у складі Сарактаського району Оренбурзької області, Росія.

## Населення
Населення — 447 осіб (2010; 539 у 2002).
Національний склад (станом на 2002 рік):
- росіяни — 91 %